# Sclerodoris tanya
Sclerodoris tanya (Ev. Marcus, 1971) è un mollusco nudibranchio della famiglia Discodorididae.

## Distribuzione e habitat
Golfo di California, coste della Bassa California fino alla Bassa California del Sud, Panama.